# Казуза
Аженор Міранда Араужу Нету (порт. Agenor de Miranda Araújo Neto), більш відомий як Казуза (порт. Cazuza; 4 квітня 1958 - 7 липня 1990) - бразильський рок-музикант, співак і поет, що прославився як лідер групи Barão Vermelho.
Є одним із найяскравіших і найвідоміших представників бразильської рок-музики та поезії, що вплинула на бразильську культуру.
Найбільшу популярність йому принесли пісні "Exagerado", "Codinome Beija-Flor", "Ideologia", "Brasil", "Faz Parte do meu Show", "O Tempo não Pára" та "O Nosso Amor a Gente Inventa".
Помер 7 липня 1990 від септичного шоку, викликаного СНІДом. Похований на кладовищі Святого Іоанна Хрестителя у Ріо-де-Жанейро.